# Lovricia
Lovricia is een geslacht van kevers uit de familie van de loopkevers (Carabidae). De wetenschappelijke naam van het geslacht is voor het eerst geldig gepubliceerd in 1979 door Pretner.

## Soorten
Het geslacht Lovricia omvat de volgende soorten:
- Lovricia aenigmatica Lakota, Mlejnek & Jalzic, 2002
- Lovricia jalzici Pretner, 1979